# مأساة خودينكا

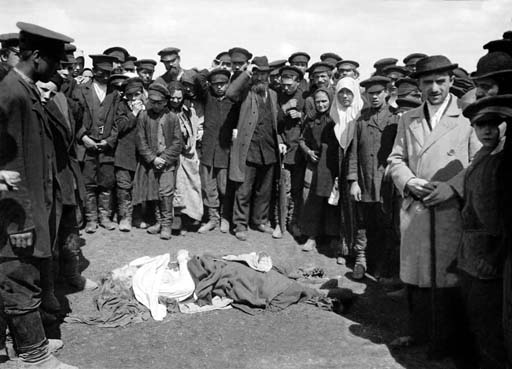
أحد ضحايا التدافع

مأساة خودينكا (بالروسية: Ходынская трагедия) هو حدث سحق مأساوي وقع في حقل خودينكا بتاريخ 30 ماي 1896 (18 ماي وفقا للنمط القديم)، حينما تجمع حشد ضخم في ضواحي موسكو بمناسبة تتويج الإمبراطور نيكولا الثاني، وأسفرت الحادثة عن وفاة 1389 شخصا.

## روابط خارجية
- Memories of Alexei Volkov on the Khodynka Tragedy—view from inside the palace